# Alex Ducas
Alex Ducas (Geraldton, 11 december 2000) is een Australisch basketballer die sinds 2024 uitkomt voor de Oklahoma City Thunder.

## Carrière
Na enkele seizoenen in lagere afdelingen in het Australisch basketbal speelde Ducas van 2019 tot 2024 collegebasketbal voor de Saint Mary's Gaels. Hij stelde zich in 2024 beschikbaar voor de NBA draft maar Ducas werd echter niet uitgekozen. Ducas speelde voor de Oklahoma City Thunder in de NBA Summer League. Op 16 juli 2024 tekende Ducas een two-way contract bij de Oklahoma City Thunder en de Oklahoma City Blue, het geaffilieerde team van Oklahoma in de NBA G League. Mede als gevolg van een blessure was het wachten tot  10 januari 2025 vooraleer Ducas zijn debuut in de NBA mocht maken. Tijdens zijn rookie-seizoen maakte Ducas minuten in 21 wedstrijden bij de Thunder. Daarnaast speelde Ducas ook nog voor de Oklahoma City Blue. Oklahoma City Thunder sloot het reguliere seizoen af als beste ploeg met 68 overwinningen. In de playoffs kreeg Ducas geen speelgelegenheid. Oklahoma City Thunder was in deze playoffs achtereenvolgens te sterk voor de Memphis Grizzlies en de Denver Nuggets. In de finale van de Western conference won Oklahoma met 4-1 van de Minnesota Timberwolves en zo ging Oklahoma de NBA Finales in tegen de Indiana Pacers. In deze NBA Finale was Oklahoma in 7 wedstrijden de beste en zo mocht Ducas toch een eerste NBA-titel op zijn palmares bijschrijven.

## Erelijst
- NBA-kampioen: 2025

## Statistieken
| Legenda | Legenda                | Legenda | Legenda                 | Legenda | Legenda               |
| ------- | ---------------------- | ------- | ----------------------- | ------- | --------------------- |
| WG      | Wedstrijden gespeeld   | WS      | Wedstrijden als starter | MPW     | Minuten per wedstrijd |
| FG%     | Fieldgoal-percentage   | 3P%     | Drie-punterpercentage   | VW%     | Vrije-worppercentage  |
| RPW     | Rebounds per wedstrijd | APW     | Assists per wedstrijd   | SPW     | Steals per wedstrijd  |
| BPW     | Blocks per wedstrijd   | PPW     | Punten per wedstrijd    | Vet     | Hoogste in carrière   |

### Regulier NBA-seizoen
| Seizoen  | Team                  | WG | WS | MPW | FG%  | 3P%  | FW%   | RPW | APW | SPW | BPW | PPW |
| -------- | --------------------- | -- | -- | --- | ---- | ---- | ----- | --- | --- | --- | --- | --- |
| 2024/25  | Oklahoma City Thunder | 21 | 0  | 6,0 | 40,0 | 47,6 | 100,0 | 1,2 | 0,2 | 0,2 | 0,0 | 1,7 |
| Carrière | Carrière              | 21 | 0  | 6,0 | 40,0 | 47,6 | 100,0 | 1,2 | 0,2 | 0,2 | 0,0 | 1,7 |

2 Gilgeous-Alexander · 
3 Jones · 
5 Dort · 
6 Jay. Williams · 
7 Holmgren · 
8 Jal. Williams · 
9 Caruso · 
11 Joe · 
13 Dieng · 
14 Flagler · 
15 Carlson · 
21 Wiggins · 
22 Wallace · 
25 Mitchell · 
34 K. Williams · 
55 Hartenstein · 
88 Ducas · 
Coach Daigneault